# Вересай, Остап Никитич
Остап Никитич Вересай (1803—1890) — представитель украинской кобзарской эпической традиции.

## Биография
Родился в 1803 или в 1805 г. в селе Калюжницах Прилукского уезда Полтавской губернии, от зрячей матери и слепого отца, который добывал себе пропитание игрой на скрипке.
Остап Вересай ослеп на 4-м году жизни и 15 летним был отдан в «науку», к старому кобзарю Семену Кошевому, у которого перенял начала игры на кобзе.
Побывав в «науке» ещё у нескольких кобзарей, Вересай 40 лет странствовал по селам и ярмаркам, пока не нашел приюта у зятя. Не поладив с ним, Вересай опять отправился странствовать. В одно из этих странствований с ним познакомился художник Лев Жемчужников, посвятивший кобзарю и его песням в «Основе» несколько горячо написанных страниц. Вскоре Вересай сошелся и с Кулишом и между ними возникла любопытная переписка (писал лакей со слов Вересая), напечатанная в «Правде» в 1868 г.
Вересай пел героико-эпические песни, стихи духовного содержания и др. Духовные песни, по убеждению Вересая, даны Богом в назидание людям. Любимые темы Вересая — святость и великая сила родительского благословения, горе и бедствия человека, отделенного от родных и попавшего в неволю. В артистическом отношении Вересай представлял собою недюжинный талант. Его пение было очень выразительно; сильное напряжение нередко разрешалось потоком слез. 
Вересай умело использовал возрастания и спады голоса, чтобы глубже раскрыть идейный смысл песни и сильнее впечатлить слушателей. Он также использует эффектное повторение нагруженных смыслом рядков, благодаря чему слова песни и музыка ассоциировались с реальностью жизни украинского народа в те времена .
В 1873 г. Вересая привезли в Петербург, и здесь он на заседании географического общества 28 сентября пел свои думы про «Бегство трех братив з Азовской неволи», про «Хведора Безродного» и про «Правду». Для Вересая эта поездка закончилась выступлением в Зимнем дворце на «домашних уроках словесности» для царских детей, в частности, Сергея и Павла Александровичей по просьбе В. А. Жуковского, учителя словесности царских детей. Александр II пожаловал Остапу Вересаю серебряную табакерку с золотой дарственной надписью (по рассказам современников, используя её, Вересай часто обходил запреты жандармов на уличное пение).
Репертуар и инструмент Остапа Вересая хорошо описаны Н. В. Лысенко в его работе.
В сатирических песнях Остапа сквозит несочувствие к сословным перегородкам, глумление над глупостью и ленью. Старческое, но глубоко-интересное, сопровождаемое аккомпанементом кобзы исполнение Вересая имело огромный успех. Вересай умер в 1890 г.

## Память

Памятник Остапу Вересаю в селе Сокиринцы

- В 1978 году издан художественный маркированный конверт, посвященный кобзарю, а также открыт памятник ему работы скульптора И. Коломийца. Другой памятник в Сокиринском парке открыт в 1971 году.